# Cia Fornaroli
Cia Fornaroli (née Lucia Fornaroli à Milan le 16 octobre 1888 et morte à Riverdale dans le Bronx le 16 août 1954) est une danseuse italienne.

## Biographie
Élève d'Enrico Cecchetti à l'école de ballet de La Scala de Milan, Cia Fornaroli devient première danseuse au Metropolitan Opera de New York de 1910 à 1913, puis mène une carrière internationale entre Barcelone, Madrid, Buenos Aires et Rome, où elle s'installe en 1916. De retour à Milan en 1921, elle est prima ballerina assoluta à La Scala jusqu'en 1933.
À la mort de Cecchetti en 1929, elle lui succède à la tête de l'école de ballet.
Elle épouse Walter Toscanini, fils du chef d'orchestre Arturo Toscanini, qui sera menacé par le régime fasciste à l'aube de la Seconde Guerre mondiale. Le couple quitte alors l'Italie et s'installe à New York.
À sa mort, son mari fait don de leur riche collection de documents sur la danse à la New York Public Library.